# 黄昏の赫いきらめき
『ドラマスペシャル 黄昏の赫いきらめき』（ドラマスペシャル たそがれのあかいきらめき）は、1989年9月15日（金曜） 19:50 - 21:20 （日本標準時）にNHK総合テレビで放送された単発テレビドラマである。

## キャスト
データは、NHKと放送ライブラリーがそれぞれの公式サイトで公開している番組データからの参考。
- 日高剛（主人公）：宇津井健
- 芙美（「その他」の女将）：森光子
- ミズキ　カナエ（プロダクション・マネージャー）：真野響子
- カワムラ　ユキコ（日高の娘）：古村比呂
- 五十嵐専務（日高の同期）：伊東四朗
- 大橋夫人（株主夫人でエキストラ仲間）：沢村貞子
- ノロ　イッペイ（元喜劇人）：三木のり平
- カワウチ（女優）：五大路子
- 的場（ドラマの監督）：石橋蓮司
- 上野（日高の先輩）：松村達雄
- 日高家の家政婦：佐々木すみ江
- 小料理屋「その他」の大将：犬塚弘
- 助監督：村田雄浩
- 亜細亜電産・経理部長：有川博
- エビナ（エキストラ仲間）：前田昌明
- アズマ（エキストラ仲間）：名川貞郎
- エキストラ仲間：田村元治
- 俳優：水森コウ太
- 俳優：下坂泰雄
- 「その他」の常連客：西尾徳
- 料亭・仲居： 堀川和栄
- アサミ（若手俳優）：妹尾洸
- ドラマ・スタッフ：川上泳
- ドラマ・スタッフ：阿部渡
- 亜細亜電産・社員：皆川衆
- 黒木優美
- 安藤栄里子
- 森川ますみ
- 遠藤哲司
- 工藤貴史
- 佐々木伸一
- 志乃みつる
- 秋山更紗
- 佐々木典子
- 石井智美

## スタッフ
データは、NHKと放送ライブラリーがそれぞれの公式サイトで公開している番組データからの参考。
- 原作・脚本：小野田勇
- 音楽：山本純ノ介
- 監督・演出：清水満
- 制作：村上慧、村山昭紀
- 撮影：佐藤彰
- 照明：斉藤幸夫
- 効果：岩崎進
- 美術：岡本忠士
- 技術：菊池惇二
- 音声：小倉善二
- 記録：田中美砂